# Агата Кристи (группа)
«Ага́та Кри́сти» — советская и российская рок-группа, одна из наиболее популярных в России и некоторых других постсоветских странах в середине и во второй половине 1990-х годов. Её предшественником являлся музыкальный коллектив, основанный Вадимом Самойловым в 1984 году в Свердловске, под названием ВИА РТФ УПИ. Несколько позже клавишником этого коллектива становится Александр Козлов, сыгравший большую роль в становлении и развитии будущей группы «Агата Кристи». В конце 1987 года к группе, получившей название «Агата Кристи», примкнул младший брат Вадима Глеб. Официально же история группы отсчитывается с концерта 20 февраля 1988 года. Впоследствии состав музыкального коллектива неоднократно менялся, но его лидерами и вокалистами неизменно оставались братья Самойловы. Они же, вместе с Александром Козловым, являются авторами всех песен «Агаты Кристи».
Творчество группы неоднородно и пересекается со многими направлениями рок-музыки — готик-рок, постпанк, альтернативный рок, психоделический рок, глэм-рок, арт-рок, хард-рок и другие.
К наиболее известным песням группы можно отнести такие композиции, как «Viva Kalman!», «Как на войне», «Истерика», «Опиум для никого», «Сказочная тайга», «Чёрная луна», «Моряк», «Ковёр-вертолёт», «Секрет», «Триллер», «В интересах революции» и «Сердцебиение».
На счету у группы десять студийных альбомов, пять сборников, два альбома с ремиксами, три макси-сингла, восемнадцать видеоклипов. В 2009 году музыканты объявили о прекращении существования коллектива и отправились в заключительное турне по России и ближнему зарубежью. К лету 2010 года был записан последний альбом группы — «Эпилог», а также поставлена точка в одноимённом туре — группа отыграла прощальный концерт на фестивале «Нашествие».
После распада «Агаты Кристи» Глеб Самойлов совместно с клавишником Константином Бекревым и ударником Дмитрием Хакимовым, игравшими в «Агате» с 2008 года, создал группу «Глеб Самойлоff & The Matrixx» (впоследствии просто The Matrixx).

## Название группы
Название коллектива появилось в 1987 году. Поскольку ничего оригинального никто из участников группы не придумал, Вадим Самойлов предложил назвать её в честь Жака-Ива Кусто, чьим поклонником он тогда был, однако его идею не поддержали. Когда зашла речь о том, чтобы использовать имя другого известного человека, Александр Козлов предложил английскую писательницу Агату Кристи, несмотря на то, что никогда не любил её детективные романы (при этом одним из мотивов для такого предложения, возможно, было то, что инициалы подобного наименования — А. К. — совпадали с его собственными).
Под названием «Агата Кристи» группа фигурирует начиная с апреля 1987 года. Впервые под таким наименованием коллектив выступил 14 апреля 1987 года на конкурсе студенческой самодеятельности в Свердловском горном институте. Кроме того, на магнитофонной катушке с альбомом «Свет» также зафиксировано данное название, оно же отмечено в официальном списке групп, входивших в Свердловский рок-клуб, на июнь 1987 года. Однако официальной датой создания группы считается 20 февраля 1988 года.

## История

### Предыстория (1984—1988)
В 1984 году на базе радиотехнического факультета Уральского политехнического института (РТФ УПИ) в Свердловске студентом Вадимом Самойловым был создан музыкальный коллектив под названием ВИА РТФ УПИ (Вокально-инструментальный ансамбль радиотехнического факультета УПИ). В его состав, помимо В. Самойлова, вошли Александр Кузнецов (бас-гитара), Пётр Май (барабаны), Игорь Карпенко (клавиши). В дальнейшем И. Карпенко, ушедшего в армию, сменил на клавишах Александр Козлов (при этом В. Самойлов, П. Май и А. Козлов являлись выходцами из города Асбеста, ранее учились в одной школе и вместе выступали в школьном ансамбле).
Группа записала несколько любительских магнитоальбомов: «Если» (1985) «Голос» (1986) и «Свет» (1987). Коллектив также участвовал в КВН, выступая с музыкальными номерами в составе команды УПИ «Уральские Дворники» (финалист высшей лиги).

### Начало творчества (1988—1992)

#### «Второй фронт»
Официальным днём рождения группы считается день их первого концерта под названием «Агата Кристи», который состоялся 20 февраля 1988 года в зале № 2 Уральского политехнического института. Это же был первый концерт, на котором на бас-гитаре играл младший брат Вадима, Глеб Самойлов, также уроженец Асбеста, ставший к тому моменту полноправным участником группы (до него на басу играл Александр Кузнецов). Перед аудиторией примерно в двести человек была представлена программа под названием «Второй фронт» и некоторые более новые песни.
Альбом «Второй фронт», записанный в декабре 1987 — январе 1988 года в одной из аудиторий РТФ УПИ и выпущенный на самиздатовском магнитоальбоме в 1988 году, с тех пор считается первым официальным альбомом группы, хотя сами музыканты считают его пробным, «нулевым». Официально он был издан лишь в 1997 году, после ремастеринга А. Кузнецовым.

#### «Коварство и любовь»
После записи второго альбома «Коварство и любовь» группа получила определённую известность и успешно выступила на нескольких рок-фестивалях, в частности, на III фестивале Свердловского рок-клуба, где музыканты познакомились с Андреем Макаревичем и Вячеславом Бутусовым. Состав «Агаты» в эти годы несколько раз менялся: на место Петра Мая пришёл Альберт Потапкин, а вторым клавишником стал Лев Шутылёв из «Флага». Группа перезаписала альбом «Коварство и любовь», изменив список композиций, и с ним выступала в Москве на фестивалях «СыРок», «Интершанс» и «Ступень к Парнасу». Фрагменты выступлений «Агаты Кристи» показали по центральному телевидению в программе «Взгляд». Благодаря этим эфирам музыканты познакомились с режиссёром Андреем Разбашем, который снял для них клип на песню «Viva Kalman!».
В 1989 году группа представляла советский рок на фестивале в Глазго (Шотландия), а в 1991 году — получила гран-при и денежный приз в размере десяти тысяч франков на фестивале молодых европейских групп «Open du Rock» во Франции в Бургундии.

#### «Декаданс»
Следующий альбом — «Декаданс» был записан в 1990 году и издан в 1991-м. Концертная премьера нового альбома состоялась в 1991 году в Екатеринбурге. К моменту его записи Потапкина сменил Андрей Котов, ставший бессменным ударником группы почти до самого её распада. С его приходом сформировался состав группы, остававшийся неизменным на протяжении более чем 10 лет: В. Самойлов (вокал, гитары) — Г. Самойлов (вокал, бас, гитары) — А. Козлов (клавишные) — А. Котов (ударные).
В 1991 и 1994 годах «Агата» участвовала в благотворительных концертах «ВИD — АнтиСПИД» в СК «Олимпийский» вместе с группами «Машина времени», «Бригада С», «Чайф», «Крематорий» и «Моральный кодекс».
В целом альбом «Декаданс» не был замечен широкой публикой и имел успех лишь у «рок-гурманов». Финансовые проблемы, творческий кризис и общее падение интереса к рок-музыке поставили под угрозу само существование группы. Перед Козловым встал выбор между карьерой врача-кардиолога и участием в группе. Он предпочёл второе, тайком от родителей прекратив учёбу в мединституте.

### Пик коммерческого успеха (1993—1995)

#### «Позорная звезда»
В 1993 году группа выпускает «очень энергичный, довольно воинственный по духу и равнодушный по интонациям» альбом «Позорная звезда» — один из первых в истории российской рок-музыки, выпущенный на компакт-дисках. Запись первоначального варианта альбома была произведена ещё в 1992 году, и в том же году, 18 декабря, музыканты группы снялись в одноимённом видеофильме, в котором исполнили практически все песни из своего нового альбома. Композицией «Я буду там» с тех пор завершалась большая часть концертов «Агаты», а песня «Как на войне» стала визитной карточкой группы и одним из главных её хитов. Интересно, что Глеб долго не делился ею с группой, приберегая для своего сольного творчества, и принёс её в студию только, когда понял, что готовящийся альбом требует от музыкантов полного вложения сил. После первого же прослушивания Александр Козлов определил песню как главный потенциальный хит альбома.
Вначале альбом был замечен в Санкт-Петербурге, после чего быстро разошёлся огромными тиражами по всей стране. Клипы на песни «Новый год» и «Как на войне» попали в ротацию на телевидение и радио, группа с успехом гастролировала по всей стране, параллельно снимаясь в музыкальных телепередачах. Композиция «Как на войне» заняла первое место в журналистском опросе, проведённом агентством «Интермедия» в 1995 году. Началось сотрудничество «Агаты Кристи» с продюсерским центром «Rise Music», принадлежавшим Владимиру Месхи, а спонсорство концертов взяла на себя фирма «Росремстрой» (с заместителем генерального директора фирмы Вадим вместе учился), благодаря которой был снят клип на песню «Нисхождение» и концерт-презентация следующего альбома «Опиум» в ГЦКЗ «Россия» в Москве (12 февраля 1995 года) и в ДС «Юбилейный» в Санкт-Петербурге. К концу 1994 года группа окончательно перебралась в Москву.
Альбом получил признание и у свердловских рок-музыкантов: вскоре Вадим Самойлов получил предложения участвовать в качестве музыканта, звукорежиссёра и саунд-продюсера при записи альбомов «Титаник» («Наутилус Помпилиус») и «Невеста» («Настя»). Лидер «Наутилуса» Вячеслав Бутусов также настойчиво рекомендовал «Позорную звезду» многим своим коллегам-музыкантам.

#### «Опиум»
Следующий альбом — «Опиум», выпущенный в 1995 году, принёс группе оглушительную славу, к которой сами музыканты, как они впоследствии признавались, не были морально готовы. Такие песни как «Чёрная луна», «Вечная любовь», «ХалиГалиКришна» и, в особенности, «Сказочная тайга» и «Опиум для никого» стали хитами и исполнялись на подавляющем большинстве концертов.
Первоначальный вариант «Сказочной тайги», написанный Козловым, был выдержан в ритме и стилистике популярной в то время группы Ace Of Base. Глеб Самойлов заметил, что мелодия сильно напоминает композицию «Звенит январская вьюга» из комедии «Иван Васильевич меняет профессию», после чего было решено переписать её в стилистике 80-х годов, явно подчеркнув это сходство. Написанный Глебом Самойловым текст, в свою очередь, содержал отсылки к старым песням прошлых лет, что, по его словам, придало песне «ностальгически-прикольное» звучание. На «Сказочную тайгу» был также снят ностальгический клип с участием актёров из фильма и посвящённый памяти режиссёра Леонида Гайдая, который скончался за год до выхода «Опиума».
По итогам 1995 года группа возглавила основные российские хит-парады, а большинство влиятельных российских музыкальных изданий назвало её «группой года». В то же время «Опиум» был отрицательно воспринят некоторой частью поклонников, знакомых с «Агатой» со времён «Коварства и любви» и «Декаданса», которые обвиняли музыкантов в коммерциализации.

### Прохождение пика популярности (1996—2001)

#### «Ураган»
Записав в 1996 году альбом ремиксов на уже известные хиты под названием «Heroin 0 Remixed», группа выпустила мрачный и депрессивный альбом «Ураган», который был уже не столь успешен коммерчески, но получил признание среди коллег-музыкантов. Зимой 1996 года в московском дельфинарии был снят клип на песню «Два корабля»: декорациями обставили бассейн, а посреди него установили платформу, где находились музыканты. Премьера этого видеоклипа, ставшая одним из самых долгожданных событий в российском шоу-бизнесе, была одновременной на радио («Европа Плюс») и телевидении (ОРТ). Позже был снят видеоклип на песню «Моряк» по сценарию Ренаты Литвиновой, запрещённый к показу на ОРТ как «негативно влияющий на психику и не соответствующий имиджу общественного канала».
В апреле 1997 года на церемонии, проходившей в Монте-Карло, группа «Агата Кристи» становится лауреатом премии World Music Awards как наиболее «успешно продаваемая российская группа».
В феврале 1998 года группа отыгрывает юбилейный концерт в спортивном комплексе «Олимпийский», записанный командой Программы «А» и Сергеем Антиповым, и несколько раз поёт на бис. Выпускается концертный диск «10 лет жизни». Также «Агата Кристи» стала единственной российской (советской) рок-группой, четырежды награждённой национальной музыкальной премией «Овация».

#### «Чудеса»
Летом 1998 года группа приступила к работе над новым альбомом «Чудеса», не менее мрачным, чем предыдущий, и с большой долей электроники. Выход альбома перенесли с сентября на декабрь в связи с августовским дефолтом 1998 года. После его выхода группа на некоторое время исчезла из поля зрения широкой публики. Режиссёр Виктор Конисевич, уже сотрудничавший с группой, снял клип на песню «Ковёр-вертолёт», которая к моменту выпуска пластинки уже была очень популярна благодаря частым ротациям на крупнейших российских радиостанциях. Другой клип, «Дорога паука», в течение месяца держал первую позицию в «Русской десятке MTV», но в то же время не был допущен к эфиру на телеканале ОРТ «из-за депрессивного характера песни».
Весной 1999 года состоялся большой тур по Сибири с группами «Алиса» и «Бекхан». Осенью «Агата Кристи» отправилась в большой концертный тур в поддержку молодёжной акции «Да!» вместе с группами «Браво» и «Ляпис Трубецкой», во время которого, прямо в поезде, начала работу над новыми песнями для альбома «Майн Кайф?».

#### «Майн Кайф?»
В июле 2000 года вышел в свет альбом с провокационным названием «Майн Кайф?» — наиболее концептуальный альбом группы, в котором каждая композиция является частью общего сюжета альбома. Тематически альбом близок к сольному альбому Глеба Самойлова «Маленький Фриц», записанному в 1990 году и выпущенному на CD в 1995 году. В апреле был снят клип на песню «Секрет», премьера которого состоялась на канале «MTV». Также эта песня вошла в саундтрек к фильму Алексея Балабанова «Брат 2».
Начало нового тысячелетия ознаменовалось окончанием сотрудничества с «Rise Music», после чего продюсером группы стал Вадим Самойлов. Группой были также созданы три макси-сингла, расширяющих основной материал альбома, в которые вошли неизданные песни «Никогда» и «Пуля». Для второго макси-сингла силами братьев Самойловых снимается малобюджетный клип на песню «Выпить море». В 2001 году группа принимала участие в создании оригинального саундтрека к фильму Сергея Бодрова-младшего «Сёстры», специально для которого была написана песня «Пуля».

### Смерть Александра Козлова
1 марта 2001 года от атеросклероза скончался композитор, клавишник и один из основателей группы — Александр Козлов. Свой последний концерт он отыграл в феврале в Петербургском ДС «Юбилейный».

Из воспоминаний Глеба Самойлова:
После концерта мы спускались со сцены, было темно, и Сашка с неимоверной высоты упал с лестницы вниз. Я страшно перепугался, что он переломал себе всё на свете, поднял его и спрашиваю: «Как ты?!» Он толком не отвечает. Тогда я стал проводить тесты на сотрясение мозга, перелом позвоночника и т. д. Саша очухался и говорит: «Всё в порядке! Ты чего так перепугался?» — «Да ты с такой высоты упал — я думал, ты умер!» Умер Саша не тогда… Он всегда разрешал наши конфликты с Вадимом.
В память об Александре Козлове группой был подготовлен трибьют-альбом, где его песни прозвучали в исполнении таких известных рок-групп, как «Би-2», «Настя», «Смысловые галлюцинации», «Апрельский марш» и др., однако официальный выпуск альбома так и не состоялся.
Первоначально братья Самойловы заявили о том, что не будут искать замены Александру Козлову, и долгое время все его клавишные партии, в том числе и на концертах, исполнялись секвенсором. Лишь незадолго до прощального тура «Эпилог» в группу был всё же принят новый клавишник Константин Бекрев.

### Творческий кризис и альбом «Триллер. Часть 1» (2001—2008)
В преддверии 15-летнего юбилея группа гастролировала мало и практически не работала над новыми песнями. Братья Самойловы принимали участие в совместных проектах с другими музыкантами. Так, Вадим занялся продюсированием групп «Чичерина» и «Смысловые галлюцинации» и снялся у последних в клипе на песню «Охотники». Кроме того, он принял участие в записи альбома группы «Пикник» «Тень вампира» и клипа на песню «Не кончается пытка».
В 2003 году группа выпустила два сборника «Избранное» и «Скаzки»: в последний вошли некоторые песни из готовящегося к выходу нового альбома. В феврале 2003 года музыканты отыгрывают юбилейный концерт в «Лужниках», снятый Сергеем Антиповым.
Осенью 2004 года собственными силами группа выпустила альбом «Триллер. Часть 1». Альбом собрал положительные отзывы в прессе, а две песни из него — «Триллер» и «В интересах революции» — заняли лидирующие позиции в чартах «Нашего радио». Сначала братья Самойловы объяснили разделение альбома на части тем, что к выходу альбома было написано 22 песни и от двойного диска впечатление у слушателя осталось бы смазанным. Но в одном из последующих интервью выяснилось, что второй части не будет.
В сентябре музыканты приняли участие в благотворительном музыкальном марафоне «SOSтрадание» по сбору средств в помощь семьям, пострадавшим во время теракта в Беслане, исполнив песни «Чудеса» и «Корвет уходит в небеса».
Группа участвовала в программе «Первая ночь с Олегом Меньшиковым» на «НТВ» в дуэте с актрисой Ириной Апексимовой с песней «Бэсса мэ…» из альбома «Коварство и любовь», а также в «Неголубом огоньке» на «РЕН ТВ» с собственной версией песни Игоря Николаева из репертуара певицы Наташи Королёвой «Маленькая страна». Песня исполнялась группой на нескольких концертах, но впоследствии была исключена из репертуара из-за проблем с авторскими правами.
После выхода альбома «Триллер. Часть 1» музыканты отходят от активной совместной работы — Вадим запускает проект «Рокгерой», призванный помочь начинающим музыкантам, а Глеб всё чаще проводит сольные творческие вечера. В 2006 году Вадим Самойлов написал для фильма Алексея Балабанова «Мне не больно» песню «Позови меня, небо», вошедшую в сольный проект «Полуострова 2». В 2007 году вышел совместный с группой «Би-2» видеоклип на песню «Всё, как он сказал», а с 24 декабря на «Нашем радио» стартовал радиосингл «Подвиг» из будущего альбома.
20 февраля 2008 года, в очередной день рождения группы, прошла презентация коллекционного переиздания альбомов. Обложки для всех альбомов были выполнены в новом оригинальном авторском дизайне, непохожем на предыдущие оформления, но в котором, согласно официальному сайту группы, «знатоки музыки „Агаты Кристи“ смогли найти некие параллели и преемственность от предыдущих изданий». Оформление большей части обложек выполнила Студия Артемия Лебедева. Во многие пластинки вошли бонус-треки, ранее никогда не издававшиеся. Иным стало и звучание альбомов, так как на все старые фонограммы был сделан цифровой ремастеринг.
20 и 21 февраля 2008 года группа отыграла юбилейные концерты в Москве и Санкт-Петербурге, а 4 июля выступила на рок-фестивале «Нашествие», где Вадим представил публике участников своего проекта «Рокгерой».

### «Эпилог» и распад группы (2008—2010)
В октябре 2008 года группу покинул ударник Андрей Котов, и в коллектив пришли новые музыканты — ударник Дмитрий «Snake» Хакимов («НАИВ») и клавишник-басист Константин Бекрев («Мир Огня»). Расставание с Котовым братья Самойловы объяснили тем, что при записи нового материала им захотелось поработать с «живым» барабанщиком, в то время как Андрей Котов играл с ними только на концертах и не принимал участия в создании музыки. В новых музыкантах их привлекли «личная харизма, вкус и желание работать вместе». 8 ноября в московском клубе «Б1 Maximum» группа в новом составе представила программу из 12 новых песен.
2 февраля 2009 года на официальном сайте коллектива появилась новость о том, что творчество «Агаты» вступает в стадию завершения. Группа объявила о планах отправиться в гастрольный тур под названием «Эпилог», а также записать и выпустить одноимённый альбом.
По словам братьев Самойловых, «Эпилог „Агаты Кристи“ — это не пафосное прощание. Это просто констатация того факта, что мы заканчиваем длительный и важный период нашей совместной музыкальной и человеческой жизни. „Агата Кристи“ в том виде, в котором она всем известна, исчерпала себя, и мы хотим попрощаться с ней с чувством взаимного удовлетворения».
Братья Самойловы объяснили распад группы тем, что они стали разными людьми, с разными жизненными ценностями и музыкальными вкусами, и им всё сложнее находить то общее, что могло бы существовать в рамках «Агаты» и устраивать их обоих. Они также отметили невозможность полноценно заниматься сольным творчеством до тех пор, пока существует «Агата». В прессе нередко делается акцент на расхождениях в политических взглядах: Вадим известен дружбой с Владиславом Сурковым и впоследствии был доверенным лицом Владимира Путина на президентских выборах 2012 года, в то время как Глеб поддерживает внесистемную оппозицию.
Концерты в рамках тура «Эпилог» продолжались с апреля по декабрь 2009 года в 44 городах России, Беларуси, Латвии и Германии. Кульминацией тура стали большие концерты в Москве и Санкт-Петербурге. Окончательная точка была поставлена концертом 10 июля 2010 года на рок-фестивале «Нашествие», а девять дней спустя в продажу поступили прощальный альбом «Эпилог» и DVD с фильмом о группе. Последний концерт на ударных отыграл Роман Баранюк («Мир огня»).

### После распада
На вопрос о возможности возрождения «Агаты» братья ответили по-разному:

Кто хочет, пускай надеется, но вряд ли. Жизненные пути уже очень сильно расходятся.— Глеб

Я не зарекаюсь. Вполне возможно, каждый пройдёт этот отрезок индивидуального пути для того, чтобы потом с новыми силами собраться. И «Агатой» ли «Кристи», не «Агатой» ли «Кристи» что-то сделать. […] Всё может быть, и если это произойдёт, то произойдёт не сейчас, не сразу, и каждый из нас должен прожить свою фазу жизни, чтобы потом, встретившись, понять: мы вообще резонируем друг с другом или нет? Потому что мы не резонируем сейчас.— Вадим
В марте 2010 года Глеб Самойлов возглавил группу «The Matrixx», в которую также перешли Дмитрий Хакимов и Константин Бекрев. Вадим возобновил музыкальную деятельность в 2013 году, когда выступил с новой программой на праздновании Дня города в Екатеринбурге.
Первые несколько лет после распада «Агаты», по обоюдной договорённости, её песни братьями по отдельности не исполнялись. Исключение было сделано для песни «Порвали мечту» из альбома «Триллер», особенно дорогой для Глеба. Она вошла в репертуар группы «The Matrixx». На сольных вечерах Глебом также исполнялись некоторые песни с альбомов «Агаты Кристи», которые не входили в концертный репертуар группы: «Они летят», «Ползёт» и др.
В феврале 2015 года братья Самойловы впервые выступили с двумя «ностальгическими» концертами в Санкт-Петербурге и Москве. После этого прежние ограничения на исполнение песен «Агаты» были сняты: некоторые из них вошли в репертуар группы «The Matrixx», а Вадим Самойлов отправился в гастрольный тур с программой «„Агата Кристи“. Все хиты». Однако в мае 2015 года Глеб Самойлов выступил с заявлением о том, что не предполагал того, что Вадимом будут исполняться песни, написанные или ранее исполнявшиеся им, и обвинил брата в присвоении им гонорара за «ностальгические» концерты. Позже на официальном сайте «The Matrixx» появилось сообщение о том, что конфликт между братьями улажен, однако год спустя Глеб подал на Вадима в суд, обвинив брата в нарушении авторских прав и требуя запретить ему исполнять песни, написанные Глебом. Дело рассматривалось в Савёловском суде города Москвы. 21 сентября 2016 года иск был отклонён в полном объёме: суд согласился с мнением адвокатов ответчика, заявивших, что Вадим обладает смежными правами на исполняемые им песни «Агаты Кристи». Глеб обратился в Мосгорсуд с апелляцией, но в марте 2017 года решение Савёловского суда было оставлено в силе. По иску о финансовых претензиях изначально суд встал на сторону Глеба: 27 апреля 2017 года он постановил взыскать с Вадима Самойлова долг в сумме 4,3 млн рублей. Однако позднее решением Савёловского районного суда города Москвы в удовлетворении иска о взыскании денежных средств было отказано. Данное решение оставлено в силе апелляционным определением Московского городского суда от 24 мая 2019 года. Таким образом, по состоянию на осень 2019 года оба дела решены в пользу Вадима Самойлова.

По итогам выигранных судебных процессов Вадим Самойлов высказался в интервью изданию «Аргументы и факты»:
Несмотря на то, что для меня подать на брата в суд немыслимо, я всё могу забыть и простить Глебу, кроме одного. К нашей маме в Екатеринбурге приходили люди от него и фактически заставили её наговорить что-то про меня. Записали её на видео, смонтировали, как надо, отрезали всё, что не нужно, и опубликовали у себя на ресурсах, эта запись до сих пор там висит. Позор. То, что Глеб в войне со мной использовал маму, вот этого я ему не прощу, конечно.
22 декабря 2017 года Вадим Самойлов представил новый трек «Где-то между», записанный на музыку Александра Козлова. Впоследствии между братьями Самойловыми возник спор относительно этой композиции — Глеб Самойлов утверждал, что он также является композитором данной песни и придумал название к ней. Вадим Самойлов утверждения Глеба опровергает. Текст песни и аранжировки принадлежат Вадиму. Композиция не является произведением группы «Агата Кристи», хотя название группы было указано на обложке сингла. Вадим Самойлов назвал свою акцию «продюсерским проектом», который носит название, совпадающее с названием распущенной в 2010 году группы.
20 ноября 2018 года состоялась пресс-конференция Глеба Самойлова, во время которой он сделал ряд неоднозначных замечаний касательно истории группы «Агата Кристи». Пресс-конференция была посвящена юбилейной программе «Агата Кристи 30: Тёмная сторона» в исполнении группы The Matrixx, премьера которой прошла 2 декабря в московском клубе «Известия-hall» при участии бывшего барабанщика «Агаты» Андрея Котова в четырёх треках и Гоши Куценко в треке «Грязь». В программу вошли раритетные, не исполнявшиеся на концертах, песни «Агаты Кристи».

## Совместные проекты

### «Квартет И» — «Быстрее, чем кролики»
В 2005 году музыканты «Агаты Кристи» приняли участие в создании музыки к спектаклю московского комик-театра «Квартет И» «Быстрее, чем кролики». Специально для спектакля была записана новая версия песни «Целовались и плакали» с сольного альбома Глеба Самойлова «Сви100пляска», а также песня «Весёлый мир». На «Весёлый мир» снят видеоклип в антураже спектакля и с участием артистов «Квартета И». Он завершил трилогию, начавшуюся клипом «Моряк» в 1997 году (также с артистами «Квартета И») и продолжившуюся «Триллером» в 2004 году. Позже песня «Весёлый мир» была в качестве бонуса включена во второе издание альбома «Триллер».
В киноверсию спектакля, снятую уже после распада коллектива, вошёл специально снятый эпизод, в котором братья Самойловы работают над не существующим в действительности музыкальным клипом на песню «Чёрная луна».

## Творчество

### Истоки
Широко распространено мнение о том, что на становление стиля и творчества группы повлияла британская группа The Cure, в особенности альбом Disintegration. Знакомство с их музыкой произошло в 1989 году, когда, возвращаясь из Глазго (Шотландия), с выступления на фестивале советского рока, ребята привезли эту пластинку. Позже их тогдашний менеджер предложил начать развиваться именно в этом направлении.
Сами музыканты, отвечая на вопрос о том, что оказало наибольшее влияние на их творчество, группу The Cure не упоминают. Глеб Самойлов, как правило, называет группу Pink Floyd (периода The Dark Side of the Moon, Wish You Were Here, Animals), музыку Альфреда Шнитке и сказки Э. Т. А. Гофмана, Вадим Самойлов — уральские рок-группы («Наутилус Помпилиус» и «Урфин Джюс») и тот же Pink Floyd.

### Авторство
Авторами всех песен «Агаты Кристи» являются три музыканта — Вадим Самойлов, Глеб Самойлов и Александр Козлов. В отличие от большинства свердловских рок-групп, «Агата Кристи» никогда не пользовалась текстами поэта-песенника Ильи Кормильцева.
Вспоминает Вадим Самойлов:
Сначала всё было очень жарко и остро <…> Пока мы не выработали определённый механизм: голосование. Нас было трое: практически «первичная композиторская организация». Соответственно мы голосовали по всем спорным вопросам: касательно музыки, аранжировки, всего. И кто-то оставался в большинстве, а кто-то в меньшинстве.
В первые годы существования коллектива творчество «Агаты» носило коллективный характер и многие песни писались фактически в соавторстве. Начиная с «Позорной звезды» музыканты начали приносить в студию уже практически готовые композиции, которые затем вместе додумывали, дописывали и аранжировали. В процессе работы над песнями Александра Козлова аранжировка могла измениться кардинальным образом. При этом Александр реагировал на переделку своих песен относительно спокойно, в то время как братья Самойловы относились к этому агрессивно.
Во время работы над «Декадансом» и «Позорной звездой» Вадим Самойлов во многом исполнял обязанности директора и продюсера группы, и большую часть творческих задач взяли на себя Александр Козлов и Глеб Самойлов. Глеб со временем стал основным композитором в группе и практически монополизировал за собой право написания текстов. Почти все тексты и большая часть музыки к песням из альбомов «Опиум», «Ураган», «Чудеса» и «Майн Кайф?» написаны именно им. Среди основных хитов «Агаты Кристи» встречаются песни всех трёх авторов: «Как на войне» и «Опиум для никого» написаны Глебом Самойловым, «Сказочная тайга» и «Ковёр-вертолёт» — Александром Козловым (причём тексты для этих песен написаны Г. Самойловым), «Viva Kalman!» — Вадимом Самойловым.
После смерти Александра Козлова в 2001 году «первичная композиторская организация» распалась, и разрешать конфликты стало сложнее, что и стало одной из главных причин распада «Агаты». В заключительном альбоме «Эпилог» песни распределены между братьями Самойловыми строго пополам и расставлены в шахматном порядке.

### Стиль и исполнение
Звучание «Агаты Кристи» сильно менялось от альбома к альбому. На первых порах группу очень привлекала оперетта, как «очень напыщенный, манерный и совершенно неестественный жанр». В таком опереточном духе выдержан один из первых альбомов группы — «Коварство и любовь», а самая известная песня того периода — «Viva Kalman!» — напрямую отсылает к «королю оперетты» Имре Кальману.
Помимо необычного симфонического звучания, группа обращала на себя внимание тем, что один из вокалистов и бас-гитарист Глеб Самойлов выступал сидя на стуле, что порождало немало кривотолков и слухов. На своём первом концерте 20 февраля 1988 года Глеб выступал сидя по совету Вадима, чтобы скрыть волнение и не мешать более опытным участникам группы, позже это превратилось в своеобразную «фишку» коллектива. Впервые Глеб встал со стула в 1995 году. По его собственным словам:
Встал, потому что началась клаустрофобия. Этот стул меня якобы замыкал, ограничивал моё жизненное пространство. И вот в один день я во время концерта встал, отшвырнул стул и больше не садился.
В период работы над «Декадансом» и в особенности над «Позорной звездой» у группы сложился новый стиль, который можно охарактеризовать меньшим использованием симфонизма и клавишных и большим — барабанов, цифровых басов и синтезаторов в сочетании с характерным и несколько вычурным гитарным звуком. Вадим Самойлов определил новое звучание группы, как «рок-н-ролльное-гитарное с электронной ритмической подкладкой».
В альбоме «Чудеса» нашло своё отражение увлечение членов коллектива музыкальным программированием и электронными и компьютерными эффектами. Глебом стиль альбома был охарактеризован как «декадентское ретро-техно, сочетающее жёсткий гитарный звук с наивной драм-машиной 80-х».
По мнению Вадима Самойлова, уникальное звучание группы объясняется наличием трёх композиторов с разными музыкальными вкусами и творческими устремлениями.

Глеба больше интересовала поэтическая, смысловая составляющая в самовыражении, Саша любил популярную музыку, прямо западную, «попсовую», а я любил группу Yes, что-то такое «музыкально-музыкальное». Три эти начала достаточно удачно слились. Есть и эмоция, есть и попсовая форма, в которой спрятаны много музыкальных мелочей, которые эту форму обогащают и делают её не такой простой. То есть она воспринимается как простая, но внутри неё происходит много интересного. Это до сих пор мой любимый жанр.

### Тематика песен
В первые годы существования в творчестве «Агаты Кристи», что было типично для свердловских рок-групп того времени, явственно звучала социальная тематика, однако уже в конце 1980-х годов музыканты сознательно отказались от неё.
По словам Вадима Самойлова, «было интуитивное понимание, что мир вокруг нас — это ещё не весь мир. Есть ещё мир внутри нас. И, видимо, нам изначально было интересно копаться именно в этом мире. И я до сих пор уверен, что это самое интересное занятие вообще, которое художник может себе позволить». Глеб Самойлов также неоднократно подчёркивал, что источником вдохновения для музыкантов «Агаты» является их внутренний мир: «Можно вести речь о том, что писались песни под впечатлением от просмотренных фильмов, прочитанных книг, — это, наверно, про альбом „Опиум“. Всё дальнейшее — это исключительно собственные эмоции, практически отчёты о прожитом».
Эта мысль была развита Глебом в интервью Rock Fuzz в 1995 году:
Как это ни эгоистично, «Опиум» — альбом обо мне. «Декаданс» был сборником баллад о различных явлениях в жизни, «Позорная звезда» — о моих взаимоотношениях с любовью, а «Опиум» посвящён лично мне. В «Звезде» был конфликт «он-она», в новом же альбоме налицо мой конфликт с самим собой. И ничего веселого в этом нет.

В творчестве «Агаты Кристи» встречаются песни, написанные по мотивам произведений Михаила Булгакова («Собачье сердце»), Ганса Эверса («Дорога паука», «Альрауне»), Стивена Кинга («Ветер»).

### Тема наркомании
Увлечение братьев Самойловых наркотиками в середине 1990-х годов и успех песни «Опиум для никого» закрепили за «Агатой» имидж «наркоманской» группы. В интервью музыкантам не раз предъявляли обвинения в пропаганде наркотиков и развращающем влиянии на молодёжь, однако те отказывались брать на себя ответственность за то, как поклонники интерпретируют их песни.

Мы просто имели наглость ещё петь об этом, о том, чем живём и что происходит. Это была часть жизни. Мы не пели исключительно о наркотиках, но они составляли часть нашей жизни тоже. Как и у большинства стыдливо молчащих об этом звёзд эстрады, поющих о светлых образах любви.— Глеб
Относительно «Опиума для никого» Глеб неоднократно говорил о том, что это ироническая песня о культуре декаданса, не имеющая прямого отношения к наркотикам, и приводил её как пример весёлой, комичной песни в творчестве «Агаты»: «Что, не смешная песня? „Я крашу губы гуталином, я обожаю чёрный цвет…“ Это издевательство над всеми нашими рокерами. В том числе и над самими собой». В интервью 2001 года он также опроверг версию о наркотическом подтексте песни «Ковёр-вертолёт» и заявил о том, что из всех песен «Агаты Кристи» о наркотиках было только четыре, хотя и не уточнил, какие именно.
В интервью каналу «Империя» в 2000 году Глеб, хотя и в несколько язвительной форме, сказал о воздействии «Агаты» на психику слушателей буквально следующее:
Мы умышленно воздействуем на психику людей. Дорогие люди, когда вы будете слушать группу «Агата Кристи», предупреждаю: группа «Агата Кристи» воздействует на вашу психику. В какую сторону — мы сами не знаем. Но то, что мы сдвигаем ваши мозги, — это точно. Это делается специально, нарочито и в то же время это просто естественный для нас как для группы процесс. <…> «Агата Кристи» — это разновидность НЛП или ещё чего угодно, которая действительно воздействует на психику [с характерной издевательской интонацией] потребителя.

## Критика
Рок-журналист и музыкальный критик Артемий Троицкий в конце восьмидесятых писал о музыкантах «Агаты Кристи»: «Молодые и бодрые, несущие заряд „Алисы“ и настроение „Наутилуса“. Большая надежда Свердловска».
Раннее творчество группы в стиле арт-рока заслужило положительные отзывы в прессе. Наталья Струкова из Fuzz отметила богатейшие клавишные, красивые гитарные партии и запоминающийся вокал, особенно проявившиеся в песне «Viva Kalman!», а в текстах — едкую иронию, гротеск и обилие цитат: отрывков из оперетты, произведений Свиридова и военных маршей. Владимир Полупанов из «Аргументов и фактов» писал, что «на фоне заматеревшего „Наутилуса Помпилиуса“ с усталым вокалом Вячеслава Бутусова, слишком простенького „Чайфа“ или сложных для восприятия „Флага“ и „Кабинета“ музыка „АК“ бодрила и освежала. <…> Истеричный вокал Самойлова-старшего, без труда вписавшийся в симфонические пассажи клавишных Козлова, будоражил слух, а небанальные тексты заставляли слушателя искать в них таинственный смысл». В то же время группа столкнулась с обвинениями в «помпезности и излишней красивости».
Анализируя причины сверхпопулярности коллектива в середине девяностых годов, авторы энциклопедии «Кто есть кто в российской рок-музыке», пишут, что «в „Агате Кристи“ всегда был силён дух пофигистского эстетства и рок-нонконформизма, немного ленивого наблюдения за жизнью, что, помноженное на композиторский дар участников коллектива, способствовало появлению хитов, актуальных для молодёжи 1990-х». Они также отмечают «стильность, драйв, эротичную отвязность мелодий, полное равнодушие к заботам и постулатам „взрослого мира“, давящего моралью и поведенческими законами». По мнению радиопродюсера и рок-журналиста Михаила Козырева, «Агата Кристи» стала самой близкой группой для поколения российской молодёжи 1990-х годов так же, как «Кино» — для предыдущего поколения и Земфира — для следующего.
Творчество «Агаты Кристи» конца девяностых годов, ввиду мрачности и депрессивности текстов и музыки, воспринималось критикой неоднозначно. Так, в рецензии на альбом «Чудеса», опубликованной в газете «Живой звук», Илья Кормильцев написал, что «„Агата Кристи“, начав в „Опиуме“ разыгрывать карту подросткового суицида, теперь похоже рассказывает страшные сказки для самых маленьких», а «многообещающий этап в истории „АК“, начавшийся пять лет назад, завершился полным фиаско и творческим бессилием». В похожем стиле высказался Александр Алексеев, назвав «Чудеса» «параноидальной попыткой повторить суицидальный дух интонаций „Опиума“». Он же охарактеризовал альбом «Майн Кайф?» как «неоднозначный, достаточно мрачный и „загруженный“ по интонациям; тягучий и унылый по звуку, однако оригинальный, хотя порой немного умничающий и издевательский по текстам».
Возрождение группы в середине 2000-х было положительно оценено критикой. Алексей Мажаев из «Музыкальной правды» назвал альбом «Триллер» «родным братом» и «добротно сделанным ремейком» «Опиума», в котором братья Самойловы «вновь аккумулировали и сформулировали все, за что любили их группу последние десять лет». По его мнению, на этом альбоме звучит «настоящая „Агата Кристи“ — с жирным, помпезным и пышным саундом, порочными интонациями и провокационными текстами», за что ему можно простить некоторые самоповторы и недостаточное количество творческих находок. Обозреватель журнала «Apelzin» также отметил, что в «Триллере» братья Самойловы «остались в тех рамках, в которых мы привыкли их слышать», и поставил диску пять баллов из пяти возможных, негативно отозвавшись лишь об оформлении обложки.
Альбом «Эпилог» вызывал неоднозначную реакцию критики. Многие рецензенты делали акцент на противопоставлении песен Вадима и Глеба и невозможности их дальнейшего совместного творчества. Алексей Рязанцев из Fuzz поместил альбом в список десяти лучших пластинок 2010 года, хотя оговорился, что в реальности поставил бы альбом не выше двенадцатого места и включил его в свой рейтинг для того, чтобы напомнить о распаде «одной из самых важных групп русской музыки».

## Рейтинги
31 декабря 1999 года «Наше радио» огласило список «100 лучших песен русского рока в XX веке», составленный на основе выбора радиослушателей. «Агата Кристи» представлена в нём тремя песнями: «Как на войне» (34-е место), «Опиум для никого» (55-е) и «Сказочная тайга» (65-е). В список «500 лучших песен „Нашего радио“», составленный в 2014 году, входят девять песен «Агаты Кристи» («Как на войне» (13-е место), «Сказочная тайга» (30-е), «Опиум для никого»(40-е), «Ковёр-вертолёт» (89-е) и «Чёрная луна» (99-е) — в первую сотню).
«Опиум для никого» также вошёл в список «100 песен, изменивших нашу жизнь», составленный редакцией журнала TimeOut в декабре 2011 года. Альбом «Опиум» занял шестое место в списке «50 лучших русских альбомов всех времён», составленный журналом «Афиша» по итогам опроса молодых российских музыкантов в 2010 году.
«Комсомольская правда», в соответствии с опросом читателей, назвала «Агату Кристи» четвёртой по влиятельности группой за всю историю отечественного рока.

## Награды и премии
- 1991 — гран-при на фестивале молодых европейских групп «Open du Rock» (Франция)[26]
- 1996 — Национальная музыкальная премия «Овация» в номинациях «Лучший альбом года» («Опиум») и «Лучшая группа в жанре рок-музыки»[94]
- 1997 — премия «Овация» в номинации «Лучшая рок-группа»
- 1997 — премия «Золотой граммофон» за песню «Моряк»
- 1997 — премия World Music Awards (Монте-Карло)[25][26]
- 2001 — премия «Овация» в номинации «Лучшая рок-группа десятилетия»[27][95]
- 2006 — премия журнала «Fuzz» за вклад в развитие рок-музыки
- 2008 — премия журнала «Fuzz» в номинации «Лучшая live-группа»
- 2009 — премия «Чартова дюжина» в номинации «Легенда»

## Состав

### «Золотой состав»
- Вадим Самойлов — вокал, гитары, клавишные, аранжировки, автор песен (1987—2010, 2015)
- Глеб Самойлов — вокал, бас-гитара, гитара, клавишные, аранжировки, автор песен (1987—2010, 2015)
- Александр Козлов — клавишные, синтезаторный бас, аранжировки, автор песен (1987—2001)
- Андрей Котов — ударные (1990—2008)[11]

### Другие участники
- Пётр Май — ударные (1988—1989)
- Лев Шутылёв[96] — клавишные (1989—1990)
- Альберт Потапкин — ударные (1989—1990)
- Дмитрий «Снэйк» Хакимов — ударные (2008—2010)
- Константин Бекрев — клавишные, бас-гитара, бэк-вокал (2008—2010, 2015)
- Роман Баранюк — ударные (2010, 2015)

### В составе ВИА РТФ УПИ
- Александр Кузнецов — бас-гитара (1984—88)[1][7]
- Игорь Карпенко — клавишные (1984—86)
- Альберт Потапкин — барабаны (1987)
- Александр Иванов — вокал (1986—87)
- Алексей Могилевский — саксофон (1986—87)

### Воссоединение (февраль 2015 года)
- Вадим Самойлов — вокал, гитары
- Глеб Самойлов — вокал, бас-гитара, доп. гитара
- Константин Бекрев — клавишные, бас-гитара, бэк-вокал
- Роман Баранюк — ударные
- Аркадий Баранюк — клавишные
- Александр Радченко — гитара, бас

## Дискография
| 1985 | «Если»                                     |
| 1986 | «Голос»                                    |
| 1987 | «Свет» (выпущен под шапкой «Агаты Кристи») |

| 1988 | «Второй фронт»       |
| 1989 | «Коварство и любовь» |
| 1991 | «Декаданс»           |
| 1993 | «Позорная звезда»    |
| 1995 | «Опиум»              |
| 1997 | «Ураган»             |
| 1998 | «Чудеса»             |
| 2000 | «Майн Кайф?»         |
| 2004 | «Триллер. Часть 1»   |
| 2010 | «Эпилог»             |

| 1995 | Агата Кристи. Лучшие песни |
| 1998 | «Легенды Русского Рока»    |
| 2002 | «Избранное»                |
| 2003 | «Скаzки»                   |
| 2008 | Агата Кристи. Лучшие песни |
| 2012 | Агата Кристи. Лучшие песни |
| 2015 | «Ностальгия»               |

| 1995 | «Пять лет. Юбилей» |
| 1998 | «10 лет жизни»     |

| 1994 | Радиосингл «Опиум»                   |
| 1996 | «Heroin 0 Remixed»                   |
| 1996 | Сингл «Два корабля»                  |
| 1998 | «Два корабля Remixed 2»              |
| 2000 | Максисингл № 1 «Секрет»              |
| 2000 | Максисингл № 2 «Выпить Море»         |
| 2001 | Максисингл № 3 «Ein Zwei Drei Waltz» |
| 2004 | Сингл «В интересах революции»        |
| 2007 | Сингл «Подвиг»                       |
| 2009 | Сингл «Сердцебиение»                 |